# インダストリアル
インダストリアル（Industrial、デザイン用語やピアスの方式などと区別するためインダストリアル・ミュージック Industrial Music とする場合が多い。）は、電子音楽の一種である。1970年代後半にノイズミュージックから派生して誕生した。

## 概要
インダストリアル・ミュージックは、幅広いジャンルの音楽から影響を受けている。オックスフォード英語辞典によると、このジャンルは1942年にアメリカの音楽雑誌 The Musical Quarterly がドミートリイ・ショスタコーヴィチの1927年の交響曲第2番 ロ長調『十月革命に捧げる』を「産業音楽の高潮（"the high tide of 'industrial music'."）」と呼んだときに最初に命名された。また、ファーディ・グローフェ（特に1935年の「鋼鉄の交響曲」）は「インダストリアルミュージック」の一部として、4足の靴、2本のほうき、機関車の鐘、ドリル、コンプレッサーなどの「楽器」を用いた。これらの作品はジャンルを定義する上で直接結びついていないが、機械の騒音と工場の雰囲気を模倣するように設計された音楽の初期形態である。
アレクセイ・モンロー（Alexei Monroe）は、著書「Introrogation Machine：Laibach and NSK」で、クラフトワークは特にインダストリアルミュージックの発展において重要であり、「インダストリアルサウンドの表現をアカデミックではない電子音楽に取り入れた最初の成功したアーティスト」であると主張している。クラフトワークは当初は機械式および電気式機械を使用し、後に技術が発展するにつれて、高度なシンセサイザー、サンプラー、電子パーカッションを使用した。モンローはまた、産業音楽家の影響力のある同世代のアーティスとしてスーサイド(Suicide）を挙げている。オール・ミュージックは、インダストリアルがロックとエレクトロの混合であり、前衛音楽やホワイト・ノイズ、パンク・ロックの影響も受けていると分析している.。
インダストリアルミュージックの創設者がインスピレーションを受けたグループには、ヴェルヴェット・アンダーグラウンド、キリング・ジョーク、ジョイ・ディヴィジョン、マーティン・デニーなどがいる。スロッビング・グリッスルのジェネシス・P・オリッジのカセットライブラリーにはジャジューカ（ブライアン・ジョーンズの録音で知られるモロッコの宗教音楽集団）、クラフトワーク、チャールズ・マンソン、ウィリアム・S・バロウズらの楽曲が列挙されていた。 オリッジは、1979年のインタビューで、ドアーズ、パールズ・ビフォア・スワイン、ファグス、キャプテン・ビーフハート、フランク・ザッパなどの1960年代のロックも評価している。

## 歴史
1977年にスロッビング・グリッスルが発表した1stアルバム『The Second Annual Report』のジャケットに、“INDUSTRIAL MUSIC FOR INDUSTRIAL PEOPLE”というコピーが掲げられている。これは「工業生産される大衆音楽」へのアンチテーゼ（皮肉）として書かれたもので、これがインダストリアルというジャンルの出発点とされている。
1970年代にイギリスで生まれた初期インダストリアルのスロッビング・グリッスルやキャバレー・ヴォルテールらは、同時代のパンク・ロックと同様に、従来のロックに反発しただけでなく、没個性的かつ俗物主義を悪趣味に表現したパフォーマンスアートの要素を強く持っていた。1980年代には米国でミニストリーらによるインダストリアルが生まれた。ミニストリーのアルバムTwitchに収録されたIsle Of Man (Version II)は、オリジナルのインダストリアルのテイストをよく伝えるものである。
ほかに、先駆的にメタルパーカッションによるパフォーマンスを行っていたゼヴ、メタルパーカッションに加え廃材やドリル、チェーンソーを多用したアインシュテュルツェンデ・ノイバウテン、政治活動と音楽を結び付けたTest Dept、攻撃的な高周波数の音を用いたSPK、後にパワーエレクトロニクスというノイズのジャンルの一翼を担うことになるホワイトハウス、工場の機械音を再構成したヴィヴェンザ（Vivenza）、極度に歪めた電子音を駆使したマウリツィオ・ビアンキ（Maurizio Bianchi、M.B.）、歪めた電子音に加え金属の打撃音を用いたエスプレンドー・ジオメトリコ、様々な音のサンプリングやコラージュを駆使したナース・ウィズ・ウーンドなどがいる。
これらは主に1980年代に結成され活動したバンド／ミュージシャンであるが、1990年代に入るまでにはそのほとんどが活動を停止したり、方針転換を余儀なくされ、ホワイトハウスも2000年代までに活動停止した。ゼヴはスタイルをほとんど変えることなく2017年に死去するまで活動を続けてきたが、彼の場合は彼本来の表現に後付けという形でインダストリアルというジャンルを名付けられたため、ジャンルの趨勢に影響されずに活動できている稀有な例である。
以上で挙げた通り、初期の段階でインダストリアルは非常に多彩な方向性を内包していたジャンルである。ゆえに「どれが本当のインダストリアルの本流なのか」という疑問が度々リスナーの間で交わされるが、例えばスロッビング・グリッスルを例にとってもノイズもあれば具体音もあり、ロック（ノーウェーブ）をやっている曲もあれば電子音楽もあるといった具合なので、定義が非常に難しい。結局のところ、ミュージシャンやバンドごと、作品ごとの方向性や思想をもってして、インダストリアルであるかどうかを判断するしかない。

### アメリカの「インダストリアル・ロック」
アメリカで流行したインダストリアルは、ミニストリーがキリング・ジョークから受けた影響を、さらにメタルよりに解釈したアルバム『The Land Of Rape And Honey』のころに形成された。このアルバムは、サンプリングやドラムの打ち込みを中心とした楽曲に、ヘヴィメタルのギターリフを取り入れたヘヴィメタルあるいはスラッシュメタルといえる。
このスタイルはナイン・インチ・ネイルズやフィア・ファクトリーのような後続のバンドを多数生んだ。これらのアメリカ型とも言えるインダストリアルは、ロックやヘヴィメタルの要素を大幅に取り入れ大衆向けに変化したものである。特にフィア・ファクトリーはサンプリングやシンセサイザーを使いインダストリアル的なサウンドを特徴とするが、基本的な音楽性はヘヴィメタルである。
アメリカ型のインダストリアルを「インダストリアル・ロック」または「インダストリアル・メタル」と呼び、従来のインダストリアルと区別する事がある。ただし当記事では「アメリカ型」としているものの、インダストリアル・ロック（メタル）のみが存在していたというわけでもなく、アンダーグラウンドではダニエル・メンチェ（Daniel Menche）など、ノイズや電子音楽など初期インダストリアルの特徴を色濃く受け継ぐアーティストが数多く存在している。
なお、代表格であったミニストリーやナイン・インチ・ネイルズがデジタルサウンド重視の音楽性から距離を置き始めたことに象徴されるように、バンドの音楽性の変化や、バンドそのものの解散が相次いだため、「アメリカ型の典型的なインダストリアル（ロック／メタル）」の流れは1990年代後半までに一度衰退している。しかし1990年代後半になると元ホワイト・ゾンビのボーカリスト、ロブ・ゾンビは自身のバンド、ロブ・ゾンビで人気を獲得し、同じくマリリン・マンソンもインダストリアル的なアプローチを交えつつ、より普遍的なロックとして一般大衆に受け入れられている。
また1990年代中期～2000年代初頭には欧米ではニュー・メタル・ムーブメントが興り、スリップノットやリンキンパークを始めとする多くの新世代のバンドが現れた。これらのバンドはインダストリアルと呼ばれる事はないが、生演奏中心の楽曲にサンプリング等を使い、アメリカ型インダストリアルの要素をより大衆の身近な物としていった。この2バンド以外にもミニストリー、あるいはフィア・ファクトリーといったインダストリアル・ロックの影響を多分に感じさせるバンドが多く現れた。

### ヨーロッパ
ヨーロッパにおけるインダストリアルは、後続のミュージシャンによってノイズミュージックの一ジャンルとして醸成された結果、アンダーグラウンドでの動きに留まっているが、スロッビング・グリッスルからの系統を受け継ぐ音楽性を保っている。ただし、これらに対しても「インダストリアル・ノイズ」と定義し区別するリスナーもいる。特に有名だったのはドイツのアインシュテュルツェンデ・ノイバウテンである。インダストリアル・ノイズとして分類されるグループとしては、ジェノサイド・オーガン（Genocide Organ）やその派生グループであるアネンゼファリア（Anenzepalia）、レ・ジョヤ・デ・ラ・プリンセス（Les Joyaux De La Princesse）などが代表格として挙げられる。
スロッビング・グリッスルが有していた電子音楽としての一面にクローズアップし、エレクトロニック・ボディ・ミュージックなどエレクトロニックミュージックやダンスミュージックとの融合を図ったミュージシャンも数多くいる。そのため1990年代以降のヨーロッパにおける「インダストリアル」の定義は「ノイズやサンプリングを多く取り入れたエレクトロ／ダンスミュージック」とされていると言っても過言ではなかったが、日本のみならず欧米でも「アメリカ型インダストリアル」であるナイン・インチ・ネイルズなどの成功により混乱をきたしている部分もある。スキニー・パピーやフロント・ライン・アッセンブリー、1990年代以降のエスプレンドー・ジオメトリコの作品、コンヴァーター（Converter）などに代表されるアント・ゼン（Ant-Zen）レーベルのグループも代表的なものとして挙げられる。
レイモンド・ワッツやKMFDM、クロウフィンガーのようにヨーロッパ出身者でありながらアメリカ型のインダストリアルの方向性をもったアーティストも多く存在し、ディ・クルップスはアメリカ進出を境にヨーロッパ型インダストリアルからインダストリアル・ロックへと作風を変化させた。キリング・ジョークもアルバム『パンデモニウム』（Pandemonium)でアメリカ型のインダストリアルを独自解釈した楽曲を発表している。
東欧、元共産圏においては、もともと電子音楽が盛んだったこともあり、スロッビング・グリッスルの影響を受けない形でのインダストリアル・ミュージックを展開したミュージシャンも数多く存在した。ユーゴスラビアにおいてはスロベニアのライバッハやボルゲシア（Borghesia)、セルビアのP.P.Nikt、クロアチアのサト・ストイツィズモなど、西側諸国のインダストリアルとはまた違った特徴をもったグループや個人が作品を残している。

### 日本
1980年代からインダストリアル的なアプローチを試みるミュージシャンが現れ、1990年代になると「ジャパノイズ」として海外のノイズ・インダストリアルシーンで認知されるようになった。
メルツバウなどの名義で活動する秋田昌美の作品は、圧倒的な大音量からノイズミュージックの象徴とされることも多いが、音楽性そのものはインダストリアルを指向したものという見方も一部にある。秋田はスロッビング・グリッスルのジェネシス・P・オリッジとの合作も手がけており、その際には「スロッビング・グリッスルの音響効果を再現した」と述べている。ノイズ・ミュージックには高柳昌行、灰野敬二、大友良英らも取り組んた。
日本初のインダストリアルバンドと挙げられることもあるバンド、Zeitlich Vergelterに所属していた石川忠は、映画「鉄男」シリーズのサントラや自らのバンドDer Eisenrostでメタル・パーカッションを駆使した作品を発表し、海外にも進出した。このDer Eisenrostの他メンバーが合流前に活動してい関伸一、矢吹JOEが始めたCHC Systemというユニットは、当時では珍しくエレクトリック・ボディミュージックを志向、インダストリアル系統のミュージシャンらと競演・活動していた。
元SOFT BALLET／現睡蓮、minus(-)の藤井麻輝は、日本語版のSPK限定ボックスの解説を執筆するほどインダストリアルに傾倒しており、SOFT BALLET名義の楽曲だけに留まらず、BUCK-TICKの今井寿と組んだユニットSCHAFTでインダストリアルを独自に解釈した音の世界を展開した。ただし、藤井については、日本のロックシーンにインダストリアルという流れを取り込んだ人間の一人として評価する一方、（特にSOFT BALLET時代の）楽曲自体はインダストリアルおよびノイズミュージックの諸作品からの露骨な引用が目立つと批判するリスナーも多かった。しかし、現在メジャーシーンでインダストリアル的な楽曲を発表しているのは今井寿、上田剛士（AA=）、yukihiro（Acid androidの活動で）など、藤井と関係のある面々が多いのも事実であり、日本のインダストリアル・ミュージックシーンを語る（少なくともメジャーのレベルで）とすれば軽視できない存在となっている。
なお日本の（おもにインディレーベルなどで作品を発表するアーティスト）については、ノイズ（ジャパノイズ）との区別がつかないグループや個人が多いが、Contagious OrgasmやDissecting Tableなどは日本発のインダストリアルとして認知されている。メディア面でも2000年に解散したインディペンデント出版社、ペヨトル工房のサブカルチャー雑誌『銀星倶楽部』で特集が組まれたりするなど、インダストリアルは日本でもあらゆる面で根強く親しまれていたジャンルである。
近年では（ノイズ/ジャパノイズではなく）インダストリアルというジャンルそのものとしては前述の通り多様化したこと、欧米などと同様にナイン・インチ・ネイルズの二番煎じのような楽曲で茶を濁すバンドが90年代に見受けられたこと、またSCHAFT、そしてそこから発展したBUCK-TICKの櫻井敦司と今井寿主体のSCHWEIN以降これといったビッグプロジェクトが出てこなかったこと、そしてエレクトロニカの影響を受けたバンドやミュージシャンがメインシーンに多数出てきたことから、日本におけるインダストリアルはAA=など単発的に出てきてはいるものの、メジャーシーンでは（主導的役割を担っていた藤井麻輝の音楽活動休止も相まって）2000年代後半を境にほぼ沈静化したが、SCHAFTが2016年に新作を発表し、BUCK-TICKの音楽性にもインダストリアル的な要素が見受けられ、インディシーンでも和製インダストリアルの影響を受けたバンド（SOUND WITCH）やハードコアテクノDJ Shoko Rasputinなどが登場した。

## インダストリアルの影響
アインシュテュルツェンデ・ノイバウテンのトレードマークは、アメリカのオルタナティブ・ミュージック界の重鎮である元ブラック・フラッグ、ロリンズ・バンドのヘンリー・ロリンズの腕の入れ墨に採用された。さらに、ジョン・スペンサー・ブルース・エクスプロージョンのジョン・スペンサーが所属していたジャンク・バンドプッシー・ガロアのシンボルマークに、ローリング・ストーンズの唇マークとともに（コラージュという形で）使われた。
音楽面では、デペッシュ・モードのようにインダストリアルの音源をサンプリングして用いたバンドや、パンソニックやDJ Hell、ウーメック（Umek）のようにインダストリアルを音楽的ルーツのひとつとするテクノ・ノイズアーティストやDJも多く、現代のポピュラー音楽の無視できない動向のひとつといえる。